# Eudonia alpina
Eudonia alpina is een vlinder uit de familie grasmotten (Crambidae). De wetenschappelijke naam is voor het eerst geldig gepubliceerd in 1850 door Curtis.
De soort komt voor in Europa.